# جيرميل كارلو
جيرميل كارلو (بالإنجليزية: Jermell Charlo)‏ (ولد: 19 مايو 1990 في لويزيانا، الولايات المتحدة - )؛ هو ملاكم محترف أمريكي يصنف ضمن فئة وزن خفيف المتوسط بدأ مسيرته الاحترافية سنة 2007 حيث انتصر في نزاله الأول.

## المسيرة الاحترافية
من نزالاته:
- انتصر على يواكيم ألسني بالضربة الفنية القاضية (2015).
- انتصر على فانس مارتيروسيان (2015).
- انتصر على غابرييل روسادو (2014).

## إحصائيات
خاض خلال مسيرته 33 نزالا، فاز في 32 ولم يخسر. فاز بالضربة القاضية في 16 نزالا.

## وصلات خارجية
- جيرميل كارلو على موقع بوكس ريك (الإنجليزية) (registration required)
- جيرميل كارلو على موقع Tapology.com (الإنجليزية)

- الموقع الرسمي